# 1954 في لبنان
فيما يلي قوائم الأحداث التي وقعت خلال عام 1954 في لبنان.

## سياسة

### تعيين في المنصب
- 16 مايو – رشيد حمادة مشيخة عقل الموحدين الدروز في لبنان.

### انتهاء فترة المنصب
- 16 مايو – محمد عبد الصمد مشيخة عقل الموحدين الدروز في لبنان.

## مواليد

### يناير
- 1 يناير – أيوب حميد سياسي لبناني.

### أبريل
- 1 أبريل – أشرف ريفي
- 8 أبريل – وليد توفيق موسيقي لبناني.

### يونيو
- 6 يونيو – أسامة سعد سياسي لبناني.
- 20 يونيو – هدى الزغبي

### أغسطس
- 16 أغسطس – شربل نحاس

### أكتوبر
- 17 أكتوبر – غازي العريضي سياسي لبناني.

## وفيات

### يناير
- 1 يناير – فؤاد عبد الملك (مواليد 1878) سياسي لبناني.
- 1 يناير – محمد عبد الصمد (مواليد 1866) عالم دين درزي لبناني.
- 1 يناير – نقولا حداد (مواليد 1878)

### أكتوبر
- 7 أكتوبر – توفيق الهبري (مواليد 1869)